# VM i bandy 2012
Verdensmesterskabet i bandy 2012 var det 32. VM i bandy gennem tiden, og mesterskabet blev arrangeret af Federation of International Bandy. Kandidater til værtskabet for turneringen var Kasakhstan og USA. På FIB's kongres i Kazan den 28. januar 2011 blev det besluttet at tildele værtskabet til Kasakhstan, som dermed blev VM-værtsland for første gang.
Medeo udenfor Almaty var hovedarena for mesterskabet, hvor alle kampe i A-gruppen blev spillet. En nybygget arena i tilknytning til Tsentralnyj Stadion i Almaty lagde is til resten af kampene. Et rekordstort antal landshold, 16, var tilmeldt, men efterfølgende meldte Mongoliet og Litauen imidlertid afbud, så mesterskabet endte med at have deltagelse af 14 hold, hvilket alligevel slog den tidligere deltagerrekord på 13 hold. Japan og Kirgistan deltog i VM for første gang.
Mesterskabet blev vundet af Sverige, som i finalen besejrede de forsvarende mestre Rusland med 5-4. Det var 11. gang at Sverige vandt verdensmesterskabet. Bronzemedaljerne gik til værtslandet Kasakhstan, som i bronzekampen vandt 10-5 over Finland, og som dermed vandt VM-medaljer for blot tredje gang.

## Resultater

### A-VM
A-VM havde deltagelse af seks hold: Sverige, Rusland, Finland, Kasakhstan, Norge og USA, og kampene blev spillet på Medeo uden for Almaty. De seks hold spillede først en enkeltturnering alle-mod-alle, hvorefter de fire bedst placerede hold gik videre til semifinalerne. Holdet, der endte på sjettepladsen, blev rykket ned i B-gruppe til næste VM.

#### Indledende runde
| Dato  | Tid   | Kamp                 | Res.  | Pause |
| ----- | ----- | -------------------- | ----- | ----- |
| 29.1. | 15:00 | Sverige – Finland    | 12–00 | 6-0   |
| 29.1. | 17:30 | Rusland – USA        | 19–30 | 12-30 |
| 29.1. | 20:00 | Kasakhstan – Norge   | 10–10 | 5-1   |
| 30.1. | 13:00 | Rusland – Finland    | 5–4   | 2-0   |
| 30.1. | 16:00 | Norge – Sverige      | 00–11 | 0-6   |
| 30.1. | 19:00 | USA – Kasakhstan     | 03–13 | 1-6   |
| 31.1. | 13:00 | Finland – USA        | 7–1   | 2-1   |
| 31.1. | 16:00 | Rusland – Norge      | 16–10 | 9-1   |
| 31.1. | 19:00 | Kasakhstan – Sverige | 1–9   | 0-5   |
| 1.2.  | 13:00 | Finland – Norge      | 7–2   | 3-1   |
| 1.2.  | 16:00 | Sverige – USA        | 15–00 | 8-0   |
| 1.2.  | 19:00 | Rusland – Kasakhstan | 8–6   | 4-4   |
| 2.2.  | 13:00 | USA – Norge          | 3–6   | 1-3   |
| 2.2.  | 16:00 | Kasakhstan – Finland | 10–40 | 5-1   |
| 2.2.  | 19:00 | Sverige – Rusland    | 2–6   | 2-3   |

| Hold       | Kampe | Mål   | Point |
| ---------- | ----- | ----- | ----- |
| Rusland    | 5     | 54-16 | 10    |
| Sverige    | 5     | 49-70 | 8     |
| Kasakhstan | 5     | 40-25 | 6     |
| Finland    | 5     | 22-30 | 4     |
| Norge      | 5     | 11-47 | 2     |
| USA        | 5     | 10-60 | 0     |

#### Semifinaler, bronzekamp og finale
| Dato        | Tid   | Kamp                 | Res.   | Pause |
| ----------- | ----- | -------------------- | ------ | ----- |
| Semifinaler |       |                      |        |       |
| 4.2.        | 13:00 | Rusland – Finland    | 6–4    | [ 2 ] |
| 4.2.        | 16:00 | Sverige – Kasakhstan | [0]4–4 | [ 4 ] |
| Bronzekamp  |       |                      |        |       |
| 5.2.        | 11:00 | Finland – Kasakhstan | 05–10  | 2-4   |
| Finale      |       |                      |        |       |
| 5.2.        | 16:00 | Rusland – Sverige    | 4–5    | 2-2   |

### B-VM
B-VM skulle have haft deltagelse af seks hold, men Mongoliet meldte afbud, og dermed kom turneringen til at bestå af fem hold. Holdene spillede en enkeltturnering alle-mod-alle, og vinderen af turneringen, Hviderusland, sikrede sig en plads ved A-VM 2013. Holdene, der sluttede på anden- eller tredjepladserne, gik videre til placeringskampen om den samlede ottendeplads ved VM, mens holdene på fjerde- og femtepladserne gik videre til kampen om den samlede tiendeplads.
| Dato  | Tid   | Kamp                   | Res.  | Pause |
| ----- | ----- | ---------------------- | ----- | ----- |
| 30.1. | 11:30 | Letland – Holland      | 2–6   | 0-2   |
| 30.1. | 14:00 | Hviderusland – Ungarn  | 13–50 | 7-1   |
| 31.1. | 11:30 | Ungarn – Letland       | 4–2   | 3-0   |
| 31.1. | 14:00 | Holland – Canada       | 01–11 | 1-5   |
| 1.2.  | 11:30 | Ungarn – Canada        | 01–11 | 0-6   |
| 1.2.  | 14:00 | Letland – Hviderusland | 03–19 | 01-11 |
| 2.2.  | 11:30 | Canada – Hviderusland  | 0–6   | 0-3   |
| 2.2.  | 14:00 | Ungarn – Holland       | 5–1   | 2-1   |
| 3.2.  | 11:30 | Hviderusland – Holland | 5–2   | 5-2   |
| 3.2.  | 14:00 | Letland – Canada       | 02–13 | 1-4   |

| Hold         | Kampe        | Mål          | Point        |
| ------------ | ------------ | ------------ | ------------ |
| Hviderusland | 4            | 43-10        | 8            |
| Canada       | 4            | 35-10        | 6            |
| Ungarn       | 4            | 15-27        | 4            |
| Holland      | 4            | 10-23        | 2            |
| Letland      | 4            | 09-42        | 0            |
| Mongoliet    | Meldte afbud | Meldte afbud | Meldte afbud |

### C-VM
| Dato  | Tid   | Kamp                | Res.  | Pause |
| ----- | ----- | ------------------- | ----- | ----- |
| 31.1. | 09:30 | Japan – Estland     | 2–6   | 0-5   |
| 31.1. | 16:30 | Estland – Kirgistan | 13–00 | 7-0   |
| 1.2.  | 09:30 | Kirgistan – Japan   | 00–13 | 0-7   |
| 1.2.  | 16:30 | Kirgistan – Estland | 01–12 | 0-6   |
| 2.2.  | 09:30 | Estland – Japan     | 2–2   | 1-2   |
| 2.2.  | 16:30 | Japan – Kirgistan   | 8–0   | 3-0   |

| Hold      | Kampe        | Mål          | Point        |
| --------- | ------------ | ------------ | ------------ |
| Estland   | 4            | 33-50        | 7            |
| Japan     | 4            | 25-80        | 5            |
| Kirgistan | 4            | 01-46        | 0            |
| Litauen   | Meldte afbud | Meldte afbud | Meldte afbud |

### Placeringskampe
| Dato                | Tid   | Kamp              | Res. | Pause |
| ------------------- | ----- | ----------------- | ---- | ----- |
| Kamp om 8.-pladsen  |       |                   |      |       |
| 4.2.                | 11:30 | Canada – Ungarn   | 9–2  | 5-1   |
| Kamp om 10.-pladsen |       |                   |      |       |
| 4.2.                | 14:00 | Holland – Letland | 1–2  | 0-1   |
| Kamp om 13.-pladsen |       |                   |      |       |
| 4.2.                | 10:00 | Japan – Kirgistan | 4–0  | 3-0   |

### Samlet rangering
| Plac.  | Hold         |
| ------ | ------------ |
| Guld   | Sverige      |
| Sølv   | Rusland      |
| Bronze | Kasakhstan   |
| 4.     | Finland      |
| 5.     | Norge        |
| 6.     | USA          |
| 7.     | Hviderusland |
| 8.     | Canada       |
| 9.     | Ungarn       |
| 10.    | Letland      |
| 11.    | Holland      |
| 12.    | Estland      |
| 13.    | Japan        |
| 14.    | Kirgistan    |